# Кампо (Кальвадос)
Кампо́ (фр. Campeaux) — коммуна во Франции, находится в регионе Нижняя Нормандия. Департамент коммуны — Кальвадос. Входит в состав кантона Ле-Бени-Бокаж. Округ коммуны — Вир.
Код INSEE коммуны — 14129.

## Население
Население коммуны на 2010 год составляло 555 человек.
| 1962 | 1968 | 1975 | 1982 | 1990 | 1999 | 2010 |
| ---- | ---- | ---- | ---- | ---- | ---- | ---- |
| 576  | 556  | 483  | 456  | 506  | 501  | 555  |

## Экономика
В 2010 году среди 329 человек трудоспособного возраста (15—64 лет) 258 были экономически активными, 71 — неактивными (показатель активности — 78,4 %, в 1999 году было 76,2 %). Из 258 активных жителей работали 236 человек (132 мужчины и 104 женщины), безработных было 22 (13 мужчин и 9 женщин). Среди 71 неактивных 15 человек были учениками или студентами, 35 — пенсионерами, 21 были неактивными по другим причинам.